# 怪怪屋
《怪怪屋》（英語：Monster House），是一部2006年美國動畫恐怖片，由羅勃·辛密克斯和史蒂芬·史匹柏監製，兩人自《回到未來III》後再度合作，首次一同擔任執行製片職位。
電影動畫角色使用動作捕捉（Motion capture），製片辛密克斯繼《北極特快車》後，第二部採用此項技術的作品。該片於2006上半年完成製作。
本片获提名第79届奥斯卡金像奖最佳动画长片。

## 情節
十二歲的DJ，與他的朋友巧達和珍妮，察覺對面的老房子彷彿有生命，卻沒有大人願意相信。眼看一次次吞掉闖進院子裡任何事物，為防止怪怪屋作惡吃人，三人決定想盡辦法進入屋內，找到怪怪屋的心臟核心－火爐，將之熄滅。沒想到計劃頻頻失敗，還導致怪怪屋大發雷霆，隨著事件的發展，逐漸地挖掘出這棟活著的老房屋，其背後的一段悲劇歷史。

## 配音员
| 配音          | 配音   | 配音   | 角色                                    |
| 英語          | 國語   | 粵語   | 角色                                    |
| ------------- | ------ | ------ | --------------------------------------- |
| 米切爾·莫索   |        |        | DJ（D.J. Walters）                      |
| 山姆·勒納     |        |        | 巧达（Chowder）                         |
| 史班瑟·洛克   | 杨小黎 |        | 珍妮（Jenny Bennett）                   |
| 史蒂夫·布西密 |        | 龍天生 | 史老猴（Mr. Horace Nebbercracker）      |
| 凯瑟琳·图尔勒 |        | 魯芬   | 女巨人康丝坦（Constance Nebbercracker） |
| 瑪姬·吉倫荷   | 丘梅君 |        | 褓姆莉（Elizabeth "Zee"）               |
| 凯文·詹姆斯   | 曹冀鲁 | 古明華 | 兰博警官（Police Officer Landers）      |
| 尼克·卡农     | 林谷珍 |        | 李师科警官（Police Officer Lister）     |
| 喬恩·海德     | 魏伯勤 |        | 骷哥（Reginald "Skull" Skulinski）      |
| 傑森·李       |        |        | 骨头（Bones）                           |
| 凯瑟琳·奥哈拉 | 陈季霞 |        | 华特斯夫人（Mrs. Walters）              |
| 弗莱德·瓦拉德 | 曹冀鲁 |        | 华特斯先生（Mr. Walters）               |
| 莱恩·纽曼     |        |        | 艾丽莎（Eliza）                         |

## 製作
由於電影原先計畫為真人實物拍攝的影片，又因部份劇情技術尚難以克服，最後決定真人演出結合電腦動畫。所有電影裡的動畫角色，皆採取自於複雜的動作捕捉程序，稱為「真人動作捕捉」技術（Performance capture）。此技術由新力影業 Imageworks 研發，首次應用在羅勃·辛密克斯執導的《北極特快車》，辛密克斯表示「...融合真人電影和電腦影像。......可以控制影像又能和演技精湛的專業演員合作。」。

## 外部連結
- （英文）官方网站
- （英文）互联网电影数据库（IMDb）上《怪怪屋》的资料（英文）
- （英文）AllMovie上《怪怪屋》的资料（英文）
- （英文）Box Office Mojo上《怪怪屋》的資料（英文）
- （英文）爛番茄上《怪怪屋》的資料（英文）